# Законодательная метрология
Законодательная метрология — раздел метрологии, включающий комплексы взаимосвязанных и взаимообусловленных общих правил, требований и норм:
- подлежащих регламентации и контролю со стороны государства;
- направленных на обеспечение единства измерений и единообразия средств измерений.

Основополагающим этапом развития законодательной метрологии в Российской Федерации можно считать 1993 год, когда был принят Закон «Об обеспечении единства измерений», который впервые на высшем уровне установил основные нормы и правила управления метрологической деятельностью в стране.
Головным институтом в системе Госстандарта (сейчас это Федеральное агентство по техническому регулированию и метрологии России) России является ВНИИМС — институт осуществляет исследования и разработки по правовым и методическим проблемам обеспечения единства измерений и деятельности метрологической службы России, выполняет функции информационного центра Госстандарта России в области метрологии, участвует в международном сотрудничестве в области законодательной метрологии.
Исследования включают:
- Исследования и разработки в сфере государственного управления (регулирования) метрологической деятельностью в России;
- Исследования по совершенствованию деятельности ГМС и развитию метрологической инфраструктуры.